# 2021년 나탄즈 핵시설 화재
2021년 나탄즈 핵시설 화재는 2021년 4월 2일, 이란 나탄즈에 위치한 나탄즈 핵시설에 발생한 화재 사건이다.

## 배경
2010년 4월, 이란은 1기당 연간 10SWU의 능력을 가진 3세대 원심분리기 IR-4를 개발했다고 발표했다.
2010년 4월 9일, 알리 아크바르 살레히 이란 원자력청 청장은 이날 `이란 핵의 날'을 맞아 발표한 성명을 통해 "나탄즈 핵 시설의 기존 IR-1 원심분리기 보다 속도가 6배 빠른 3세대 원심분리기에 대한 시험 가동이 성공적으로 이뤄졌다"고 밝혔다.
2020년 7월, 나탄즈에서 화재가 발생해 중앙 원심분리기 조립공장이 불에 휩싸인 적이 있는데 이때도 이스라엘이 배후라는 목소리가 컸다.
2021년 3월 16일, IAEA는 전날 회원국에 제출한 보고서에서 "이란이 나탄즈 지하 우라늄 농축공장(FEP)에 설치된 IR-4 174기 규모 '캐스케이드(Cascade 원심분리기 연결 장치)'에 육불화우라늄(UF6)을 주입하기 시작했음을 확인했다"고 밝혔다. 이는 이란 핵협정(JCPOA) 위반이다. 이란은 지난 2015년 합의한 JCPOA에 따라 향후 10년 간 구형인 IR-M1으로만 우라늄을 농축할 수 있다. 신형 원심분리기(IR-2, IR-4, IR-6, IR-8)에 대한 연구는 계속할 수 있지만 우라늄 농축은 할 수 없다. IR-4 174기 성능은 IR-1 1160기에 해당한다.
4월 2일, 나탄즈 핵시설에서 화재가 발생했다. 미국이 이란 핵 합의(JCPOA)에 복귀하기 위한 당사국 회의가 열리는 시기에 이란의 나탄즈 핵시설에서 의문의 정전사고가 발생했다. 이란이 나탄즈원전에 최신형 원심분리기 IR-6와 IR-5에 육불화우라늄(UF6)을 주입한지 하루만에 공격이 이뤄졌다.
4월 5일, 이란 정부가 지난 2일 일어난 나탄즈 핵시설 화재와 관련해 "심각한 손상을 입었으며 신형 원심분리기 개발·생산이 중기적으로 늦춰질 수 있다"고 인정했다. "주요 핵시설 가동에는 지장이 없다"고 밝힌 화재 직후 발표와는 거리가 있는 입장이다. 베흐루즈 카말반디 이란 원자력청 대변인은 5일(현지 시각) 이란 국영 IRNA 통신과 인터뷰에서 "이란은 피해를 당한 시설을 최신형 장비를 갖춘 더 큰 시설로 대체할 것"이라며 이같이 말했다. 그는 이어 이번 사고로 사상자는 없다고 밝혔다. 다만 사고 원인 등에 대해서는 구체적인 언급을 피했다.
4월 10일, 이란 수도 테헤란 남쪽의 나탄즈 핵 시설. 하산 로하니 대통령이 참석한 가운데 개량형 원심분리기인 IR-5 30개와 IR-6 164개에 핵 물질인 육불화우라늄(UF6)을 주입하는 행사를 가졌다. 핵무기 제조로 가는 첫 단계다. 이날은 이란의 '원자력 기술의 날'이었다.
4월 11일, 오전 나탄즈 핵 시설에 원인 모를 정전이 발생했다. 이란 원자력청은 "배전망 일부에서 사고가 있었고 이에 따른 오염이나 인명 피해는 없었다"고 밝혔다. 하지만 뉴욕타임스는 "사이버 공격을 받아 새로운 원심분리기를 가동하는 내부 전력 시스템이 완전히 파괴된 대형 폭발이 발생했다"며 "복원하려면 적어도 9개월이 걸릴 것"이라고 보도했다.

## 원심분리기
IR-1파키스탄 P1 원심분리기. 연간 0.7~1.2 SWU
IR-2m파키스탄 P2 원심분리기를 이란이 자체적으로 설계, 개조. IR-1의 3~5배 농축속도.
IR-4이란의 3세대 원심분리기. 연간 10 SWU 농축속도. IR-1의 6배 농축속도. 2010년 개발
IR-5
IR-6IR-1 원심분리기의 10배
IR-824 SWU. IR-1 원심분리기의 16배. 2014년 개발
IR-950 SWU. IR-1 원심분리기의 50배. 2019년 개발

## 같이 보기
- 이란 핵협정(JCPOA)